# هاري كامبل (لاعب كرة قدم)
هاري كامبل (بالإنجليزية: Harry Campbell)‏ هو مدرب كرة قدم ولاعب كرة قدم بريطاني (وحمل سابقاً جنسية المملكة المتحدة لبريطانيا العظمى وأيرلندا) في مركز مهاجم داخلي، ولد في 1867 في المملكة المتحدة، وتوفي في 1 نوفمبر 1915. شارك مع منتخب اسكتلندا لكرة القدم. أما مع النوادي، فقد لعب مع بلاكبيرن روفرز وRenton F.C. ‏.